# Machos alfa
Machos Alfa è una serie televisiva comica spagnola su Internet creata dai fratelli Alberto e Laura Caballero insieme a Daniel Deorador e Araceli Álvarez de Sotomayor per Netflix. Ha come protagonisti Fernando Gil, María Hervás, Raúl Tejón, Kira Miró, Gorka Otxoa, Paula Gallego, Fele Martínez e Raquel Guerrero, ed è prodotta dalla società di produzione dei due fratelli, Contubernio. 
La prima stagione è stata distribuita su Netflix il 30 dicembre 2022 e la seconda il 9 febbraio 2024. Il rinnovo per la terza stagione, le cui riprese sono iniziate nel marzo 2024, è stato annunciato una settimana dopo la première della seconda. Nel luglio 2024 è stato annunciato il rinnovo per una quarta stagione.

## Trama
La serie si concentra su quattro uomini sulla quarantina. La fine del patriarcato si avvicina e, nel mezzo di una crisi di mascolinità, questi amici devono abituarsi alla loro nuova realtà. Una società più egualitaria con nuove regole che li faranno cadere nel pathos. 

## Personaggi

### Personaggi principali
- Santiago "Santi" Peralta (stagioni 1-in corso), interpretato da Gorka Otxoa, doppiato da Gabriele Sabatini
- Patricia "Patri", interpretata da Karol Luna
- Luis Bravo (stagioni 1-in corso), interpretato da Fele Martínez, doppiato da Antonio Palumbo
- Pedro Aguilar Prieto (stagioni 1-in corso), interpretato da Fernando Gil, doppiato da Riccardo Rossi
- Raúl Camacho Sanchís, (stagioni 1-in corso) interpretato da Raúl Tejón, doppiato da Riccardo Scarafoni
- Alejandra "Álex" Peralta Martínez (stagioni 1-in corso), interpretata da Paula Gallego, doppiata da Luna Miriam Iansante
- Esther Alonso (stagioni 1-in corso), interpretata da Raquel Guerrero, doppiata da Paola Majano
- Daniela Galván (stagioni 1-in corso), interpretata da María Hervás, doppiata da Gaia Bolognesi
- Luz Ferreiro (stagioni 1-in corso), interpretata da Kira Miró, doppiata da Daniela Calò

### Personaggi secondari
- Patrick Garay, interpretato da Santi Millán
- Blanca Martínez, interpretata da Cayetana Cabezas
- José Ángel, interpretato da Fernando San Segundo
- Cristina, interpretata da Virginia Rodríguez
- Carmen, interpretata da Silvia Marty
- Iris Bravo, interpretata da Leire Marín
- Ulises Bravo, interpretato da Gabriel Álvarez
- Jero, interpretato da Nacho Rubio
- Cynthia Galván, interpretata da Nazaret Aracil
- La psicologa, interpretata da Nathalie Seseña
- Gabriel, interpretato da Javier Aguayo
- Guillermo, interpretato da Roger Berruezo
- Eugenia, interpretata da María Castro
- Antonio, interpretato da Jordi Aguilar
- Marga, interpretata da Ascen López
- Érika, interpretata da Ana del Arco
- Pilar "Pili" Sanchís Garrido, interpretata da Esperanza Elipe
- Diego Almazán Noguera, interpretato da Víctor Massán
- Julián, interpretato da Andoni Agirregomezkorta
- Lía, interpretata da Alicia Rubio
- Olga, interpretata da Itziar Castro
- Bea, interpretata da Angela Girl
- Josean, interpretato da Roberto Correcher
- Álvaro, interpretato da Adrián Salzedo
- Stefan, interpretato da Daniel Kovacs
- Lucia, interpretata da Alina Nastase
- Mónica, interpretata da Candela Solé
- Ángela, interpretata da Cayetana Guillén Cuervo
- Roberto, interpretato da Carlos Areces
- Román Ripoll, interpretato da Juanjo Puigcorbé
- Rocío, interpretata da Patricia Montero
- Héctor, interpretato da Adolfo Fernández
- Alba, interpretata da Ruth Díaz
- Paula Villar, interpretata da Adriana Torrebejano
- Responsabile delle risorse umane, interpretato da Guillermo Montesinos
- Rafa, interpretato da Raúl Peña
- Paqui il giudice, interpretata da Eva Isanta

## Episodi
| Stagione         | Episodi | Pubblicazione Spagna | Pubblicazione Italia |
| ---------------- | ------- | -------------------- | -------------------- |
| Prima stagione   | 10      | 2022                 | 2022                 |
| Seconda stagione | 10      | 2024                 | 2024                 |
| Terza stagione   | 10      | 2025                 | 2025                 |

## Produzione
L'idea originale della serie è nata poco dopo la fine del confinamento dovuto alla pandemia di coronavirus. Dopo aver terminato le riprese della dodicesima stagione di La que se avecina, e di fronte all'impossibilità di riprendere le riprese della terza stagione di El pueblo a causa delle difficoltà di spostamento tra le comunità autonome, i fratelli Alberto e Laura Caballero, insieme ai loro co-sceneggiatori Daniel Deorador e Araceli Álvarez de Sotomayor, hanno approfittato dell'occasione per sviluppare idee per nuove serie. Tra gli altri progetti, Álvarez de Sotomayor ha proposto una serie con protagoniste donne quarantenni, vista la recente ondata di serie con protagoniste donne, e valutando il contributo che avrebbero potuto dare a serie simili, hanno finalmente deciso di creare una serie sulla reazione degli uomini ai cambiamenti della vita sociale. Con il permesso di Mediaset España Comunicación, comproprietaria della società di produzione dei fratelli Caballero, Contubernio, i quattro sceneggiatori hanno portato la serie a Netflix, che aveva già mostrato interesse a collaborare con i fratelli Caballero.
Machos Alfa è stato annunciato per la prima volta nel marzo 2022, con l'annuncio che avrebbe avuto 10 episodi da 30 minuti su Netflix, come la prima serie dei fratelli Caballero esclusivamente per una piattaforma di streaming. Nel luglio 2022 è stato rivelato il cast ed è stato confermato che le riprese della serie erano già terminate.

## Distribuzione
Il 21 novembre 2022, Netflix ha trasmesso le prime immagini della serie e ha confermato che sarebbe stata presentata in anteprima sulla sua piattaforma il 30 dicembre 2022. Il rinnovo per una seconda stagione è avvenuto poche settimane dopo la prima, ed è stata presentata in anteprima il 9 febbraio 2024.

## Adattamenti internazionali
Netflix ha annunciato la realizzazione di quattro adattamenti internazionali della serie televisiva: una versione italiana, una francese, una tedesca e una olandese.
La versione francese è intitolata Super mâles. I protagonisti sono interpretati da Manu Payet, Guillaume Labbé, Vincent Heneine e Antoine Gouy. La prima stagione è distribuita il 24 gennaio 2025. La serie è stata cancellata dopo la prima stagione.
La versione olandese è intitolata Roosters (Haantjes). I protagonisti sono interpretati da Jeroen Spitzenberger, Waldemar Torenstra, André Dongelmans e Benja Bruijning. La prima stagione è distribuita il 28 febbraio 2025. La serie è stata rinnovata per una seconda stagione di otto episodi.
La versione italiana è intitolata Maschi veri. I protagonisti sono interpretati da Maurizio Lastrico, Matteo Martari, Francesco Montanari e Pietro Sermonti. La prima stagione è distribuita il 21 maggio 2025. La serie è stata rinnovata per una seconda stagione.
La versione tedesca è intitolata Alphamännchen. I protagonisti sono interpretati da Tom Beck, Serkan Kaya, Moritz Führmann e David Rott.